# フランシス・マツタロウ

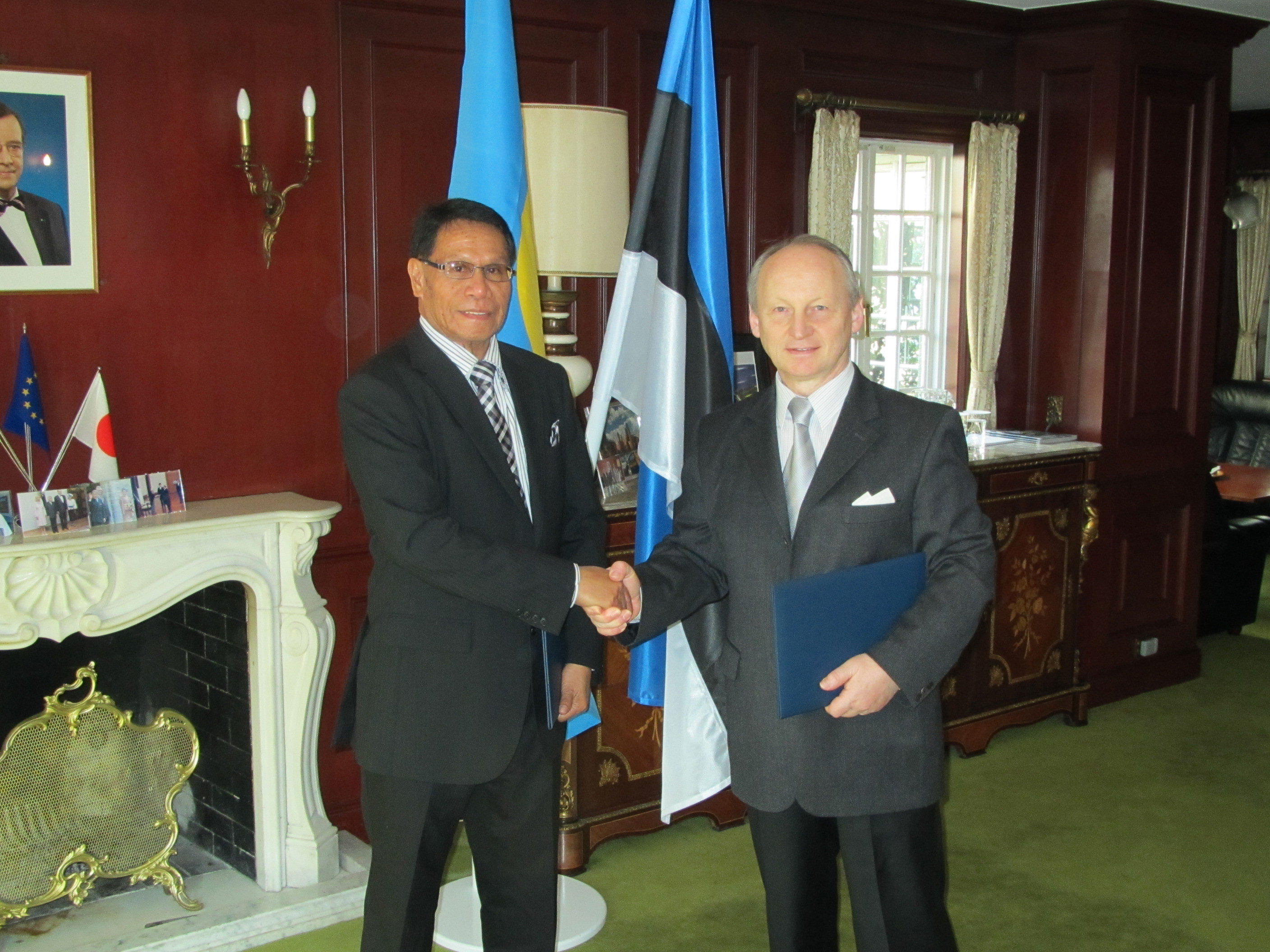
マツタロウ大使（左）とトイヴォ・タサ駐日エストニア大使（2013年11月）

フランシス・マリウル・マツタロウ（パラオ語: Francis Mariur Matsutaro、ロシア語: Фрэнсис Мариур Мацутаро、1948年 - ）は、パラオの教育者、外交官。ミドルネームを省略してフランシス・M・マツタロウ（パラオ語: Francis M. Matsutaro、ロシア語: Фрэнсис М. Мацутаро）、フランシス・マツタロウ（パラオ語: Francis Matsutaro、ロシア語: Фрэнсис Мацутаро）とも。マツタロウは日本語に由来するが、名ではなく姓。
パラオ地域短期大学（PCC）学長、パラオ副大統領府官房長官を経て、2013年から2021年にかけて駐日大使を務めた。また、非常駐の在ロシア大使も兼任。

## 経歴
アメリカ合衆国太平洋諸島信託統治領（当時）のペリリュー島生まれ。ハワイ大学教育学部卒、グアム大学大学院修了。
1986年から1997年にかけてパラオ地域短期大学（PCC）学長。マツタロウがPCC学長在任中の1994年10月1日、パラオは米太平洋諸島信託統治領から独立した。
2005年から2008年にかけてパラオ副大統領府官房長官。
2013年9月26日、皇居で天皇（当時。令和時代の上皇明仁）に信任状を捧呈して駐日大使に就任。同年11月8日、マツタロウ大使は駐日エストニア大使館を訪問してエストニア大使トイヴォ・タサと連名で共同コミュニケに署名し、これを以てエストニアとパラオの外交関係が樹立された。
2018年10月11日、非常駐の在ロシア大使として訪問したモスクワのクレムリンでウラジーミル・プーチン大統領に信任状を捧呈した。
2019年10月22日、皇居正殿松の間で今上天皇の即位礼正殿の儀が執り行われ、トミー・エサン・レメンゲサウ大統領及びファウスティナ・ルウール・マルグ国務大臣と共に参列した。
2020年8月6日、原爆投下から75年目を迎える広島で開催された平和記念式典に参列し、原爆死没者への哀悼と平和への祈りを捧げた。
駐日大使離任を目前に控えた2021年9月22日、駐日パラオ大使館を訪問した中西哲外務大臣政務官と面会し、大使離任後も日・パラオ関係を発展させて行きたいとの意向を述べた。
2021年10月、駐日大使としての任務を完了してパラオに帰国。10月30日には、闘病中のアントニオ猪木を訪問して激励する様子が猪木のYouTubeチャンネル「最後の闘魂」で動画として公開された。